# Солнечное (Могилёв-Подольский городской совет)
Со́лнечное (укр. Сонячне) — поселок на Украине, подчинённый Могилёв-Подольскому городскому совету Винницкой области.
Код КОАТУУ — 510490003. Население по переписи 2001 года составляет 203 человек. Почтовый индекс — 24000. Телефонный код — 4337. Занимает площадь 0,8 км².

## Адрес местного совета
24000, Винницкая область, г. Могилёв-Подольский, пл. Шевченко, 6/16